# CISM-FM
 (octobre 2019).
CISM-FM (prononcé « séïsme », signifiant Communication Information Sur la Montagne) est la station de radio officielle des étudiants et étudiantes de l'Université de Montréal. Elle est gérée par l'organisme sans but lucratif Communications du Versant Nord inc.
La station peut être écoutée sur la bande FM à Montréal et ses régions environnantes ou sur Internet grâce aux technologies d’écoute en direct (live-streaming). Une variété d’émissions y est diffusée chaque jour en français ou parfois en espagnol. 

## Historique
En 1970, les étudiants de l’Université de Montréal s'accordent à l’idée d’une radio universitaire en langue française. En 1980, une requête d’étude de praticabilité donne place à des recommandations pour une radio diffusée de l’école. À midi, le 7 octobre 1985, CISM diffuse sa première émission de radio à partir du campus de l'université en circuit fermé.
Au mois de juillet 1990, CISM obtient du Conseil de la radiodiffusion et des télécommunications canadiennes (CRTC) son permis de diffuser sur la bande FM,. Le 14 mars 1991 à midi, elle diffuse pour la première fois sur la bande FM.
En 2001, à l'occasion de son 10e anniversaire, CISM obtient du College Music Journal le statut de radio « core ».

## Fonctionnement
CISM est financé par le biais des publicités et des cotisations étudiantes. Les étudiants inscrits à l'Université de Montréal membres de la FAÉCUM versent, de façon non-obligatoire, 2,50 $ par session à la radio[source insuffisante]. Les étudiants de l'École Polytechnique et de la Faculté de l'éducation permanente de l'Université de Montréal versent quant à eux 1 $ par session. Le reste du financement provient de la publicité.

## Programmation
Diffusant 24 h sur 24 h, l'entièreté de la programmation de CISM est prévue par les bénévoles et employés de la station. La grille horaire présente 22 h de contenu original quotidiennement, laissant un 2 h de rediffusion dans la nuit entre 4 h et 6 h.
Bien qu'il n'y ait pas d'émission quotidienne, certaines thématiques se recoupent à travers les journées.
Les émissions d'information sont généralement présentées entre 7 h et 18 h, alors que les animatrices et animateurs spécialisés en musique ont la part belle de la grille horaire à partir de 19 h.

## Anciens animateurs
- Sébastien Benoît
- Patrice Roy[1]
- Véronique Cloutier
- Anne-Marie Withenshaw
- Fred Savard
- Marie Plourde
- Les Justiciers masqués[7]

## Prix et distinctions
Cette section ne s'appuie pas, ou pas assez, sur des sources secondaires ou tertiaires indépendantes du sujet.

Pour l'améliorer, ajoutez-en, ou placez des modèles {{Source secondaire souhaitée}} ou {{Source secondaire nécessaire}} sur les passages mal sourcés. (janvier 2021)
- 2009 Meilleure station de radio universitaire et collégiale - Gala de l'ADISQ[8],[9].
- 2011 Meilleure station de radio universitaire et collégiale - Gala de l'ADISQ[10].
- 2012 Meilleure station de radio universitaire et collégiale - Gala de l'ADISQ[11].
- 2014 Site ou application art & culture - Prix Boomerang
- 2014 Site ou application média (incluant compagnons) - Prix Boomerang
- 2015 Meilleure station de radio universitaire et collégiale - Gala de l'ADISQ[12].
- 2015 Média de l'année - GAMIQ.
- 2016 Meilleure station de radio universitaire et collégiale - Gala de l'ADISQ[13].
- 2016 Média de l'année - GAMIQ.
- 2017 Meilleure station de radio universitaire et collégiale - Gala de l'ADISQ[14].
- 2018 Radio de l'année - GAMIQ.
- 2019 Meilleure station de radio universitaire et collégiale - Gala de l'ADISQ[15].
- 2019 Média de l'année - GAMIQ.
- 2021 Meilleure station de radio universitaire et collégiale - Gala de l'ADISQ[16].
- 2021 Média de l'année - GAMIQ.
- 2022 Meilleure station de radio universitaire et collégiale - Gala de l'ADISQ[17].